# Ken’ichi Ogawa
Ken’ichi Ogawa (jap. 尾川 堅一, Ogawa Ken’ichi; * 1. Februar 1988 in Toyohashi, Japan) ist ein japanischer Profiboxer im Superfedergewicht.

## Karriere
Im Jahre 2010 begann Ogawa erfolgreich seine Profikarriere mit einem Sieg durch T.K.o. in Runde 3 in einem auf 4 Runden angesetzten Fight gegen seinen Landsmann Chikashi Hayashizaki. Am 9. Dezember 2017 boxte er dann gegen den US-Amerikaner Tevin Farmer um die vakante Weltmeisterschaft des Verbandes IBF und gewann durch geteilte Punktrichterentscheidung (115:113, 116:112, 112:116). Allerdings wurde er bei der anschließenden Dopingkontrolle positiv getestet. Daraufhin wurde der Sieg in einen „No Contest“ umgewandelt und er bekam den Titel aberkannt.